# Węgiermuca
Węgiermuca – struga, prawy dopływ Wierzycy o długości 30,32 km. 
Płynie na Kociewiu. Źródła rzeki znajdują się na zachód od Skórcza na północno-wschodnim krańcu kompleksu leśnego Borów Tucholskich. Jeden z cieków źródłowych rzeki wypływa z jeziora Czarnoleskiego. Przepływa przez Pólko, Bobowo, Smoląg, Marywil. Uchodzi do Wierzycy na północ od Pelplina.